# Alone (The Walking Dead)
Alone é o décimo-terceiro episódio da quarta temporada da série de televisão do gênero terror e drama pós-apocalíptico The Walking Dead. O episódio foi ao ar originalmente em 9 de março de 2014 na AMC, nos Estados Unidos. No Brasil, sua estreia ocorreu em 11 de março do mesmo ano, no canal Fox Brasil. Foi escrito por Curtis Gwinn e dirigido por Ernest Dickerson. 
O episódio é focado apenas em dois grupos paralelos: O primeiro destes formado por Maggie Greene, Bob Stookey e Sasha, e o segundo com Daryl Dixon e Beth Greene. O nome do episódio, Alone (em português: Sozinho), refere-se a todos estes personagens abordados, que em algum momento do episódio passam a estar sozinhos por definitivo ou desacompanhados. Outros personagens principais, tais como Rick Grimes, Carl Grimes, Carol Peletier, Michonne e Tyreese não são vistos nesta produção. O episódio também marca a última aparição de Beth Greene na quarta temporada, interpretada por Emily Kinney.

## Enredo
Um flashback mostra Bob Stookey (Lawrence Gilliard Jr.) vagando sozinho, por conta própria, nas ruas desertas de um mundo pós-apocalíptico, encontrando abrigo onde é possível e ingerindo bebidas alcoólicas com frequência durante as noites. Um dia, quando ele está vagando, Daryl Dixon (Norman Reedus) e Glenn Rhee (Steven Yeun) encontram-no e aproximam-se dele. Daryl pergunta a Bob quanto tempo ele está vagando por conta própria, quantos zumbis ele já matou e quantas pessoas ele já matou. Quando Bob responde que ele havia matado uma mulher, Daryl questiona-o o motivo. Bob afirma que a própria mulher havia lhe pedido.
Já nos dias atuais, Bob, Sasha (Sonequa Martin-Green) e Maggie Greene (Lauren Cohan) estão em uma névoa densa, cercados por zumbis, e estão lutando contra eles. Durante a luta, um zumbi quase morde Bob, deixando Sasha alarmada. Depois de terem lutado contra todos os zumbis, Sasha acode Bob, mas ambos veem que o zumbi não havia mordido Bob, apenas rasgado suas vestimentas. Sasha abraça Bob aliviada.
Enquanto isso, Daryl está ensinando Beth Greene (Emily Kinney) como controlar e usar sua besta. Beth encontra pistas, e corretamente deduz que elas são de um zumbi. Daryl comenta que ela está ficando melhor em rastreamento. Eles se aproximam de uma clareira, onde um zumbi devora o cadáver de um pequeno animal. Beth tenta chegar perto do zumbi para matar-lhe com a besta de Daryl, mas cai em uma armadilha para animal e fica com seu pé preso. O zumbi percebe sua presença. Ela dispara a besta, mas o ferrolho atinge a boca do zumbi, sem conseguir lhe matar. Daryl toma a frente da situação e mata o zumbi.
Sasha, Bob e Maggie concordam que eles precisam encontrar um lugar melhor para montar acampamento, já que a área desmatada está coberta por neblina. Maggie puxa uma pequena bússola do bolso e tenta usá-la, mas se frustra ao saber que ela está quebrada. Bob diz que eles não precisam da bússola, citando que o sol nasce no leste e se põe no oeste, o que significa que pode usá-lo para direcionar o caminho.
Daryl ajuda Beth a caminhar pela floresta, até que eles se deparam com um cemitério onde está uma grande casa funerária. Em seguida, ele carrega Beth em suas costas através do cemitério. No meio, Beth desmonta e começa a observar uma lápide do século XIX marcado com o epitáfio "pai amado". Daryl olha para a lápide também, em seguida, puxa algumas flores do chão e coloca-las na lápide. Beth pega a mão de Daryl.
Maggie, Sasha e Bob andam sobre as trilhas de trem, quando se deparam com uma propaganda sobre Terminus. Bob revela a eles sobre a transmissão ouvida na rádio do carro, quando ele, Tyreese (Chad Coleman), Daryl e Michonne (Danai Gurira) estavam indo rumo à faculdade em busca de medicamentos para os sobreviventes da prisão. Maggie imediatamente exige ir para a comunidade, uma vez que seria um lugar provável para onde Glenn seguiria. Sasha discorda, dizendo que pode não haver quaisquer outros sinais de que Glenn poderia ter visto a mesma propaganda. Bob, no entanto, concorda com Maggie, e Sasha é obrigada a concordar com eles.
Daryl e Beth exploram a casa funerária no cemitério. Beth imediatamente percebe que o lugar está limpo em seu interior. Daryl acredita que alguém esteja vivendo ali. A partir da exploração, eles encontram numerosos corpos vestidos, como se para um funeral, e um caixão. Beth diz que é uma coisa bonita, citando que quem os tinha vestido queria dar-lhes um enterro apropriado.
O grupo de Maggie monta um acampamento, junto com arames e chocalhos para alertá-los sobre a proximidade de zumbis. Bob aproveita a ausência de Maggie, que está em busca de lenha, e pergunta a Sasha se ela quer parar por ali. Sasha responde que sim e é questionada o porque desejar parar, respondendo que quer sobreviver. Ela afirma que Glenn está provavelmente morto e que eles precisam parar na primeira cidade que encontrarem e montar residência. 
Daryl e Beth encontram um grande estoque de alimentos e bebidas nos gabinetes da cozinha. Daryl observa que não há poeira sobre eles, o que significa que alguém os tinha colocado lá recentemente, e que alguém estava de fato vivendo na casa. Eles montam armadilhas para alertá-los, se alguém estiver chegando. Durante a noite, Beth canta e toca um piano que está na casa, enquanto Daryl ouve silenciosamente. 
Na manhã seguinte,  Bob e Sasha acordam e encontram uma nota no chão deixada por Maggie, que deixou o grupo em segredo no meio da noite para ir à Terminus, em busca de Glenn. Bob insiste que eles devem segui-la, e que se eles seguirem os trilhos do trem, vão alcançar Maggie. Enquanto isso, Maggie segue os trilhos do trem. Ela se depara com outra propaganda sobre Terminus, além de um zumbi bem próximo. Maggie mata o zumbi e usa seu sangue para escrever mensagens para Glenn, dizendo-lhe para ir para Terminus. Sasha questiona os motivos de Bob estar sorrindo desde que eles saíram da prisão, e Bob afirma que ele não está mais sozinho, desde que seus dois primeiros grupos foram dizimados pelos zumbis. Os dois se deparam com a mensagem deixada por Maggie para Glenn, escrita com o sangue de zumbi, referindo-se a Terminus.
Ainda na cozinha, Daryl e Beth ouvem um barulho do lado de fora. Daryl vai para a porta da frente e encontra um cão na varanda. Ele tenta acariciá-lo, mas o cão foge com medo. Mais tarde, naquela noite, Beth escreve um bilhete de agradecimento para a pessoa que está vivendo naquela casa, pela comida que ela e Daryl comeram. Eles novamente ouvem o cão latindo, e quando Daryl vai até a porta, é atacado por um grande grupo de zumbis. Ele segura a porta e convence Beth a sair da casa pela janela, enquanto ele despacha os zumbis. Depois de dar tempo para a fuga de Beth, Daryl solta a porta e consegue escapar para o cemitério, onde encontra a bolsa de Beth caída no chão e vê uma partida de carro. Ele tenta segui-lo, mas não é capaz de alcançar-lhe.
No meio da noite, Bob é despertado pelo som de um zumbi. Sasha já está acordada, e calmamente diz que tem vindo a fazer barulho por cerca de uma hora, o que leva Bob a sugerir que ele foi pego em alguma armadilha. Sasha sugere que Bob descanse, mas ele é incapaz de fazê-lo. Ao invés disso, Bob pergunta por que Sasha acha que Tyreese está morto, dizendo que se Tyreese estivesse vivo, ele iria para Terminus, e que ela sabe disso.
Daryl ainda está correndo na direção do carro, e está começando a ficar cansado. Finalmente, depois de horas de alternância entre corrida e caminhada, ele cai entre uma encruzilhada de trilhos de trem e uma estrada pavimentada.
Sasha e Bob se deparar com uma outra mensagem para Glenn escrita por Maggie com sangue de zumbi. Bob afirma que Maggie continua andando nos trilhos, e que se eles andarem mais rápido poderão alcança-la. Os dois se deparam com uma cidade vazia, além dos trilhos do trem, e Sasha tenta convencer Bob de que eles devem montar um acampamento na mesma. Bob se recusa, desejando encontrar Maggie, e Sasha tenta convencê-lo a parar de segui-la, dizendo que Maggie não quer a ajuda deles. Bob responde que ele não se importa, e que ele vai encontrá-la e ajudá-la. Quando não é possível convencer Sasha a ir com ele, ele lhe dá um beijo de despedida, e eles se separam.
Sasha entra em um edifício antigo, e se aloja no interior do mesmo. Uma vez sozinha, ela começa a chorar. Ela, então, vai até a janela e fica chocada ao ver Maggie deitada entre os cadáveres no chão. Ela acidentalmente deixa a janela cair, quebrando no chão e assustando Maggie. Vários zumbis atacam Maggie e  Sasha vai rapidamente para ajudar. Depois de terem terminado de executar os zumbis, Sasha conta que Bob foi atrás de Maggie. Maggie então confronta Sasha, revelando que ela tinha ouvido esta dizer que Glenn estava provavelmente morto, dizendo que ela está errada. Maggie então pede a ajuda de Sasha para chegar a Terminus, e Sasha concorda. Em seguida, eles saem para alcançar Bob. Maggie e Sasha alcançam Bob e, unidos, eles continuam sua jornada para Terminus.
Daryl é cercado por seis homens, fortemente armados com fuzis e um arco. Antes de dizer qualquer coisa, ele salta para cima e dá um soco em um deles, visando sua besta em sua cabeça. Estes homens são os mesmos encontrados por Rick na casa onde haviam se hospedado, juntamente com Carl e Michonne, dias antes. Os homens apontam suas armas para Daryl, e o homem que está sob a arma de Daryl o convence a abaixá-la, alegando que ele cometerá um suicídio. O homem se apresenta como Joe (Jeff Kober). Daryl se apresenta para o homem, e o restante do grupo abaixa suas armas.
Em outro lugar, Glenn encontra um anúncio sobre Terminus, e olha para ele com admiração.

## Recepção

### Crítica
Zack Handlen, do The A.V. Club, avaliou o episódio um A- em uma escala de A a F; citando as grandes quantidades de acontecimentos dentro do episódio e declarando que a maioria deles foi emocionante. Eric Goldman, do IGN, deu ao episódio a nota 8,9 de 10, elogiando o desempenho de Michonne e desenvolvimento do personagem Carl.

### Classificação
Após a sua primeira transmissão, em 25 de novembro de 2012, o episódio foi assistido por cerca de 10,42 milhões de telespectadores, mostrando um aumento na audiência do episódio anterior, que teve 9,21 milhões de telespectadores.